# Kautschukbaum

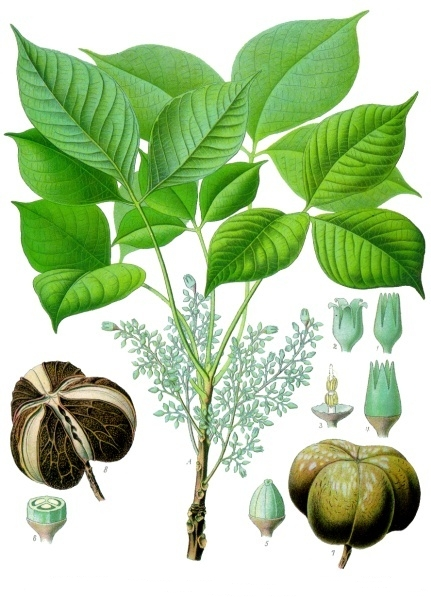
Illustration

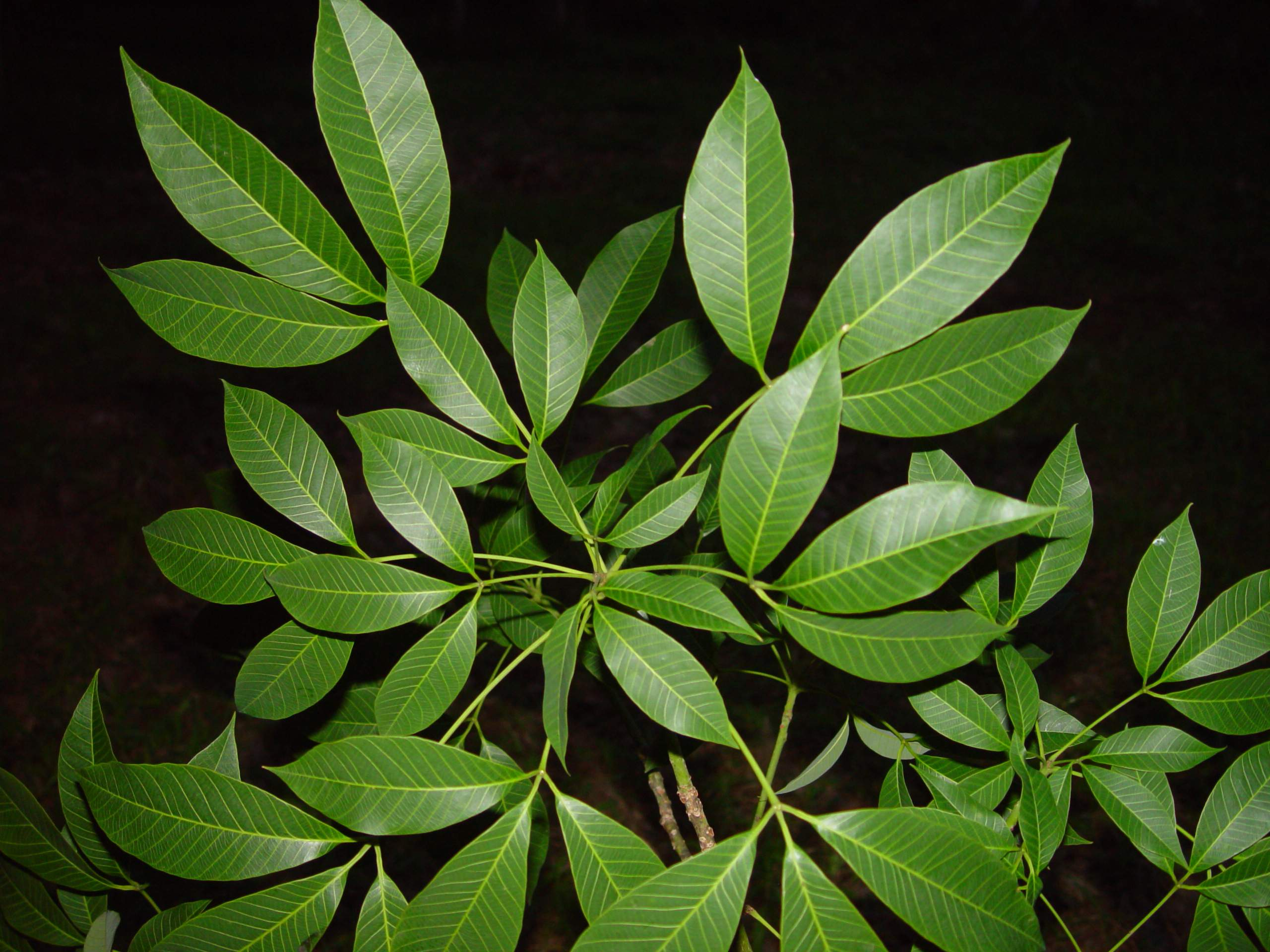
Dreizählige Laubblätter

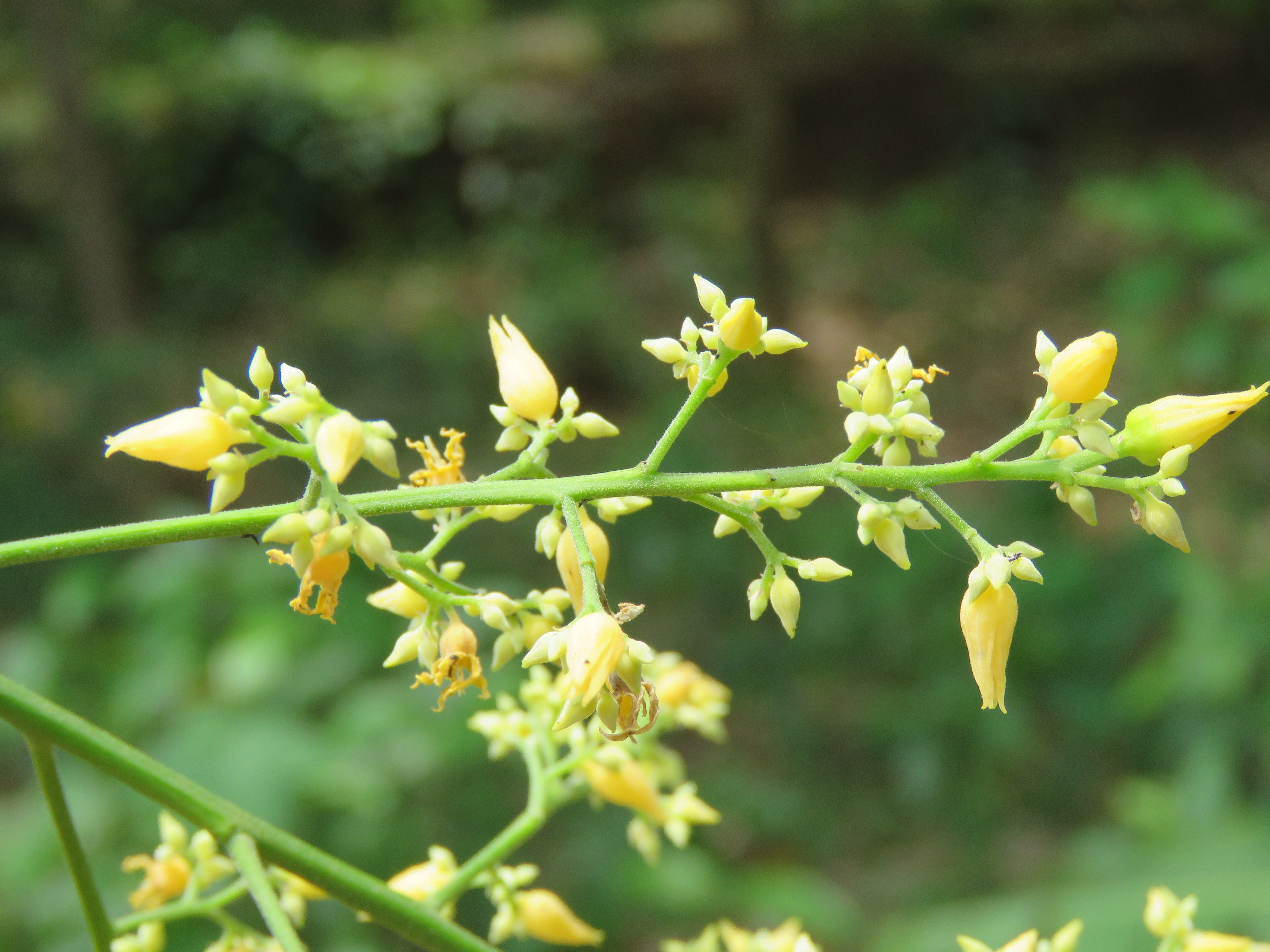
Blütenstand

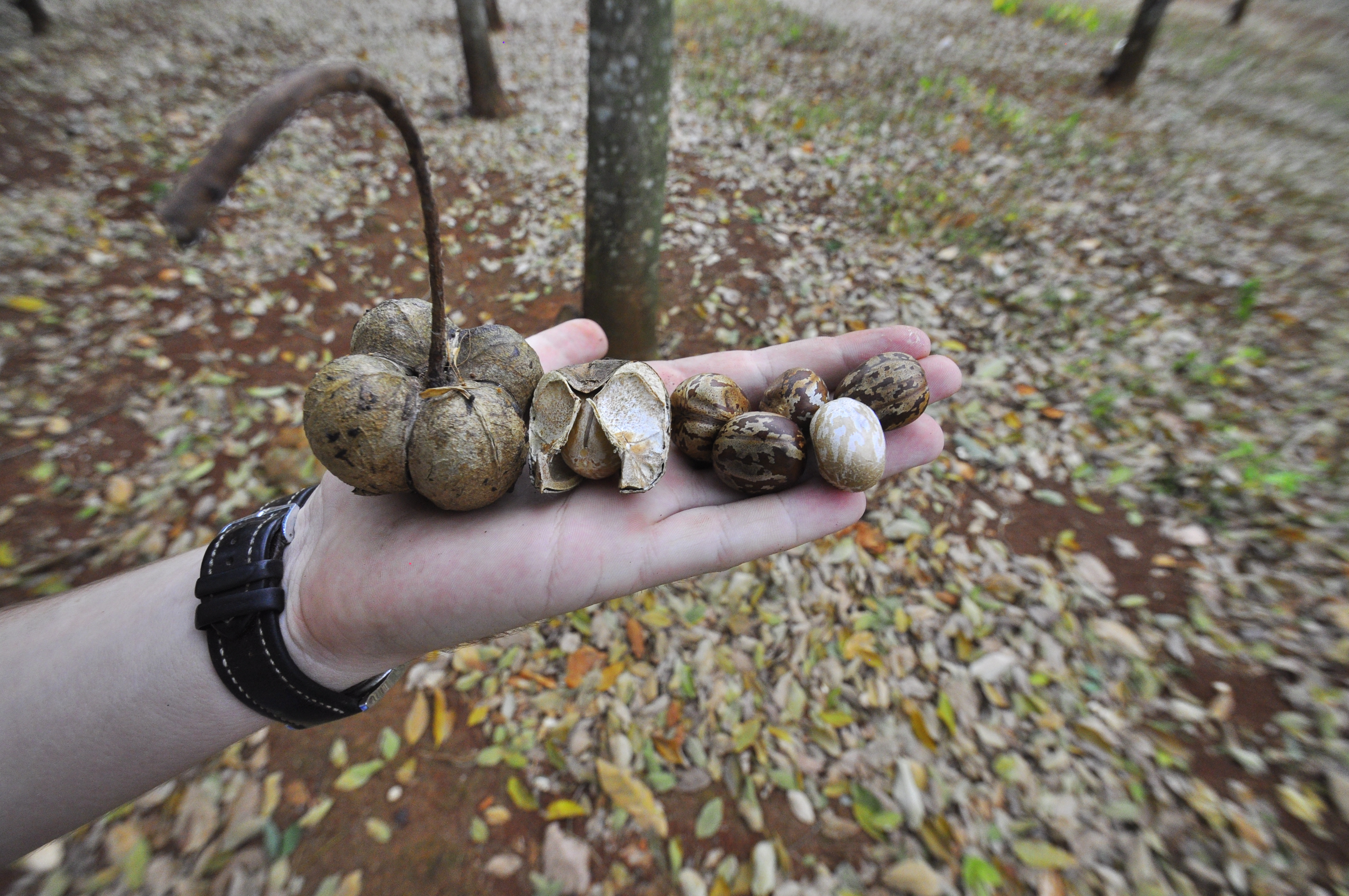
Früchte und Samen

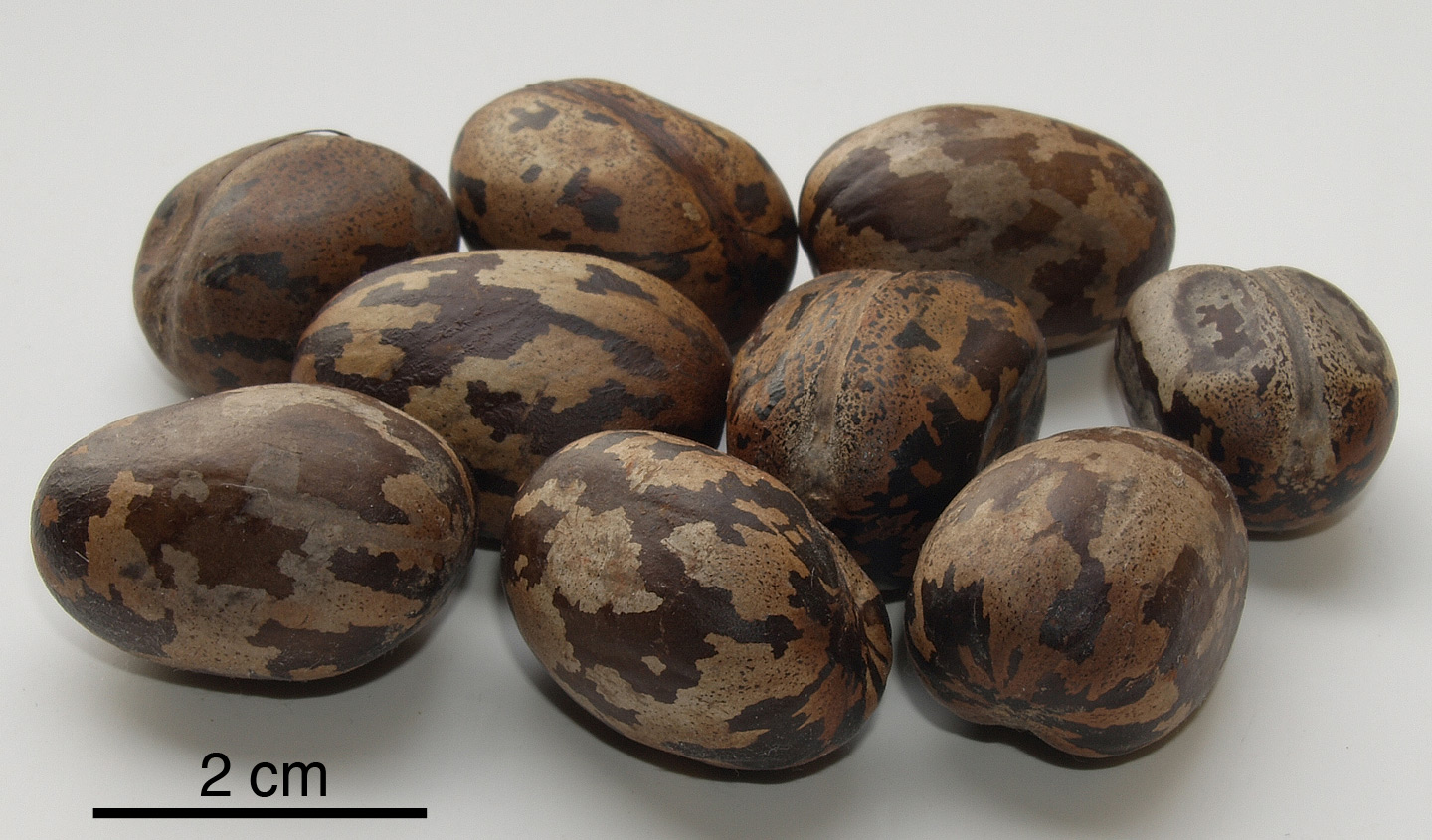
Samen

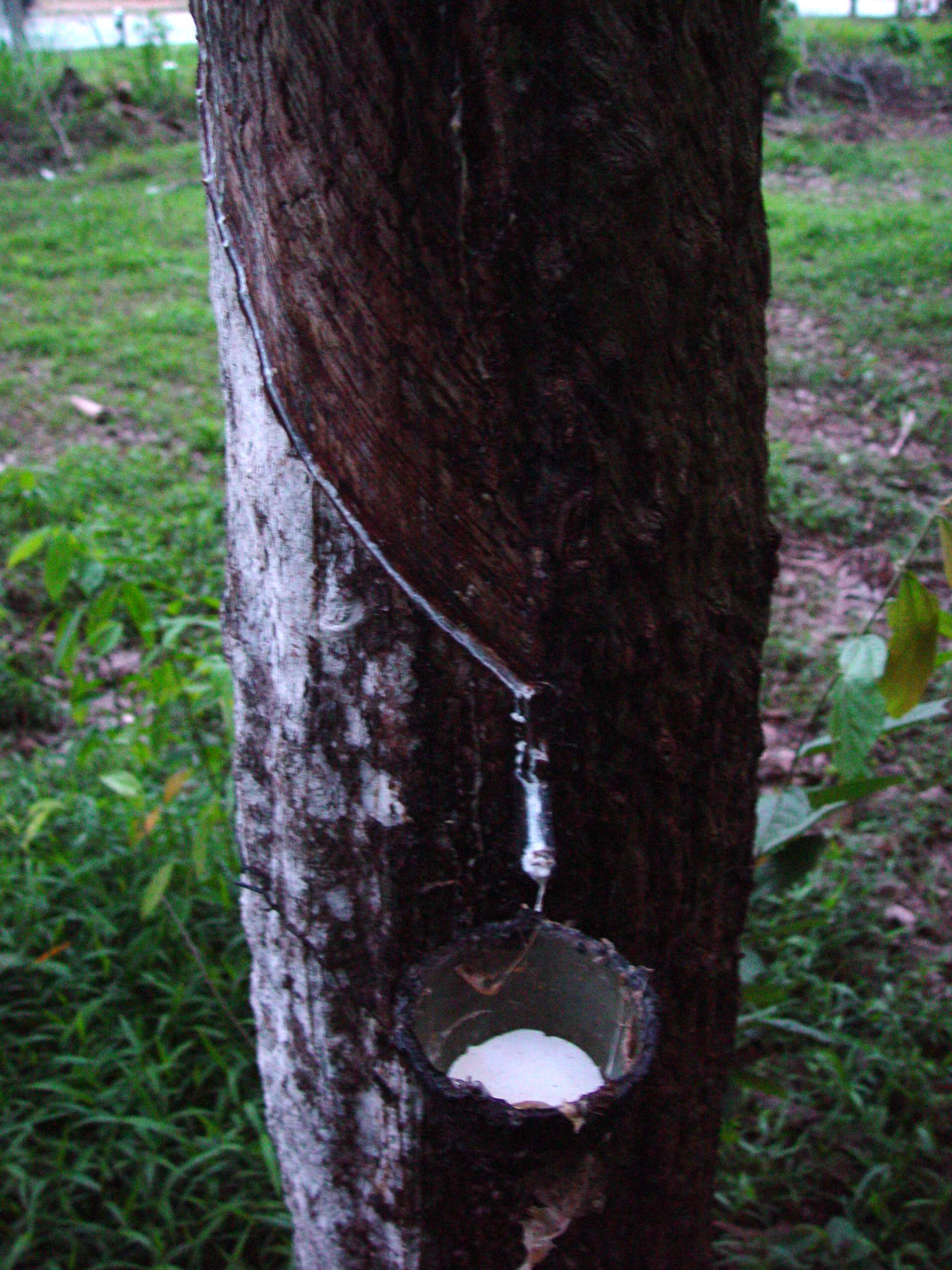
Latexgewinnung

Der Kautschukbaum oder Para-Kautschukbaum (Hevea brasiliensis, Syn.: Siphonia brasiliensis A. Juss.) ist eine aus Südamerika stammende Pflanzenart aus der Familie der Wolfsmilchgewächse (Euphorbiaceae).
Auch die Bezeichnung Gummibaum, die ebenfalls für die nicht verwandte Art Ficus elastica verwendet wird, ist gängig.
Der Baum hat eine große wirtschaftliche Bedeutung, da sein Naturkautschuk (Kautschuk) oder sein als Naturlatex (Latex) bezeichneter Milchsaft die wichtigste natürliche Quelle dieses nachwachsenden Rohstoffs für die Gummiherstellung ist. Ein großer Teil des Bedarfs wird heute allerdings durch petrochemisch erzeugten Synthesekautschuk gedeckt. Die Polyisoprene (Polyterpene) dieses Naturkautschuks sind wie diejenigen bei der Guayule (Parthenium argentatum) cis-konfiguriert, im Gegensatz zu den gummiartigen Anteilen der Guttapercha und der Balata oder des gemischt-konfigurierten Chicles.
Durch diese intensive Nutzung wurde der Kautschukbaum weit verbreitet und wird vor allem in Plantagen in Asien und anderen Bereichen des sogenannten Kautschukgürtels angebaut.

## Beschreibung

### Vegetative Merkmale
Hevea brasiliensis ist ein laubabwerfender Baum, der Wuchshöhen von etwa 20 bis 40 m und in Plantagen Stammdurchmesser von ungefähr 35 cm erreicht. Der Stammdurchmesser kann aber über 80 Zentimeter erreichen. Das Kern- und das Splintholz ist gelblich und riecht in frischem Zustand unangenehm. Die relativ glatte bis leicht schuppige Borke ist bräunlich bis hellgrau. Im weichen Bast des Stammes verlaufen Milchröhren (Milchsaftgefäße), durch die der Milchsaft fließt. Dieser besteht zu 55–70 % aus Wasser und 30–40 % aus Kautschuk. Die restlichen Stoffe sind Zucker, Proteine, Harze und Wachse, die jeweils nur 0,5–2 % ausmachen.
Die Verzweigung ist gleichmäßig und die Äste stehen mehr oder weniger aufrecht. Die Rinde der Zweige ist glatt.
Die spiralig angeordneten, lang gestielten und papierigen, kahlen Laubblätter sind dreizählig. Der Blattstiel ist bis etwa 10–20 Zentimeter lang. Das mittlere Blättchen ist oft größer als die zwei seitlichen. Die elliptischen bis verkehrt-eiförmigen, -eilanzettlichen, glänzenden und kurz gestielten Blättchen sind oberseits dunkelgrün, unterseits fahlgrün. Sie haben eine markante, hellgrüne und parallel-vorwärts gefiederte Nervatur. Sie sind etwa 7–20 cm (bis zu 25 cm) lang und 3–8 cm (bis zu 10 cm) breit. Die Blättchenränder sind ganz, die Spitze ist zugespitzt bis bespitzt. Es können 2–3 Drüsen (extraflorale Nektarien) an der Blattbasis oder am Stiel vorhanden sein.
Die Nebenblätter sind lanzettlich und etwa 1 mm lang. Die Nebenblätter sind früh abfallend.

### Generative Merkmale
Direkt unter der Ansammlung von Laubblättern am Ende der Zweige wird ein pseudoterminaler, bis zu 25 cm langer, gemischter und gestielter rispiger Blütenstand mit etwa 0,5 mm langen Hochblättern gebildet. Hevea brasiliensis ist einhäusig gemischtgeschlechtig (monözisch). Die stechend, penetrant riechenden, gestielten und gelben, glockenförmigen Blüten sind mit einer einfachen Blütenhülle und ohne Petalen.
Die männlichen Blüten besitzen einen 5–6 mm langen, fünf bis sechslappigen, spitzen und behaarten Kelch und zwei Kreise mit je fünf Staubblättern, die zu einer 1,5 mm hohen Säule (Androphor) um den feinhaarigen Pistillode (steriler Stempel) verwachsen sind, die Antheren sind in zwei horizontalen Reihen übereinander angeordnet. Die terminal angeordneten, wenigen weiblichen Blüten besitzen einen etwas breiteren und längeren, ähnlichen Kelch wie die männlichen. Der oberständige, feinhaarige und dreikammerige Fruchtknoten ist fast kugelig und unten oft von den kleinen floralen Nektarien (Diskus) umgeben, die drei sitzenden Narben sind 0,2–0,3 mm lang.
Die holzige, bei Reife bräunliche, gestielte Kapselfrucht, mit drei bis vier ellipsoiden Kapseln, ist etwa 4 bis 5 cm groß. Wenn sie reif sind explodieren die Kapseln ventral (bauchseitig) sehr gut hörbar mit einem lauten Knall und werfen ihre Samen über große Entfernungen aus. Die harten, glänzenden, eiförmigen bis ellipsoiden und großen, wachsigen Samen sind bis etwa 2,3 × 1,5 cm groß, hellbraun bis gräulich mit dunkelbraunen Flecken, Streifen oder Sprenkeln. Die Samen sind etwa 2–6 g schwer, die Tausendkornmasse beträgt ca. 3600–4250 g. Die Samen sind giftig, sie enthalten Zyanid, das Tegmen ist papierig.
Die Chromosomenzahl beträgt 2n = 36.

## Geschichte und Verbreitung

### Ursprung
Ursprünglich war das Vorkommen auf das tropische Amazonasbecken beschränkt. Die indigene Bevölkerung nannte die Pflanze auch „ca-hu-chu“, was so viel wie „weinendes Holz“ bedeutet. Im 15. Jahrhundert berichteten die Portugiesen als erste von Latex und erkannten die positiven Eigenschaften, wie zum Beispiel die Möglichkeit, wasserdichte Kleidung durch Beschichtung mit dem dickflüssigen Saft herzustellen, ähnlich dem Tapa-Rindenbaststoff aus Polynesien. Nach der Entdeckung des Herstellungsverfahrens von Gummi (durch Vulkanisation des Kautschuks) im Jahr 1839 erhöhte sich die Nachfrage enorm und führte in der Amazonasregion um Manaus und Belém zu einem Kautschukboom.

### Verbreitung durch den Kautschukboom
Brasilien hielt das Weltmonopol über Jahrzehnte, auch nachdem in den afrikanischen Tropen Naturkautschuk gewonnen wurde. Nach mehreren missglückten Versuchen anderer gelang es 1876 dem Abenteurer Henry Wickham im Auftrag des britischen India Office und der Königlich Botanischen Gärten von Kew (Royal Botanic Gardens, Kew) bei London, Kautschukbaumsamen außer Landes zu bringen. In den ostasiatischen Gebieten der Straits Settlements (Malaiische Halbinsel) entstanden nach verschiedenen Rückschlägen in den 1890er Jahren die ersten Plantagen, die ihre Produkte ab 1905 auf den Weltmarkt brachten. Bald verdrängte britischer Kautschuk aus Malaya den brasilianischen vom Weltmarkt, und Großbritannien übte eine Monopolstellung über den weltweiten Kautschukhandel aus.

### Heutige Verbreitung
In der heutigen Zeit wird der Baum vor allem im sogenannten Kautschukgürtel (ungefähr 30° nördlicher Breite bis 30° südlicher Breite) angepflanzt. Die drei größten Produktionsländer sind Thailand, Indonesien und Malaysia. Die brasilianischen Bestände sind dagegen aktuell stark von der Südamerikanischen Blattfallkrankheit bedroht, deren Auslöser der parasitäre Pilz Microcyclus ulei ist. Dieser Pilz wird auch, neben Missmanagement, für den Niedergang der zu Beginn des 20. Jahrhunderts von Henry Ford, Besitzer des Fordkonzerns, in Brasilien errichteten Kautschukplantage Fordlândia verantwortlich gemacht.
Der Pilz infiziert den Kautschukbaum vor allem in der etwa zwei Wochen langen Phase, in der sich ein Blatt neu entwickelt. Im feuchten Äquatorialklima entwickeln sich ganzjährig neue Blätter, so dass der Baum sehr anfällig für Infektionen ist. In durch Jahreszeiten geprägten Regionen hat der Pilz dagegen weniger Möglichkeiten für einen Befall. Dies ist z. B. in dem durch kühlere und trockenere Winter geprägten Bundesstaat São Paulo der Fall, so dass heute etwa 60 % des brasilianischen Kautschuks dort produziert wird.
Ein großer Teil des weltweiten Kautschukbedarfs (Prognose: 23,9 Mio. t 2009) wird heute durch Synthesekautschuk (Prognose: 13,5 Mio. t 2009) gedeckt. Dennoch wird zukünftig mit einer Zunahme der Nachfrage nach Naturkautschuk gerechnet. Im Jahre 2019 wird mit einem Kautschukbedarf von 30,4 Mio. t gerechnet, von denen Naturkautschuk 14,0 Mio. t ausmachen soll. Daher ist mit einer deutlichen Ausweitung der Anbauflächen zu rechnen.

## Nutzung

### Ernte
Nach etwa fünf bis sechs Jahren ist die Nutzpflanze alt genug für die Gewinnung des Milchsafts, beim Kautschukbaum auch als Naturkautschuk oder Latex bezeichnet. Die Milchröhren laufen entgegen dem Uhrzeigersinn in einem Winkel von 3,5° zur vertikalen Richtung. Daher erfolgt der Zapfschnitt spiralig mit einem speziellen Messer von links oben nach rechts unten in einem Winkel von 30° zur horizontalen Richtung. Beim Schnitt darf das unter den Milchröhren gelegene Kambium auf keinen Fall zerstört werden, da sonst keine Regeneration der Rinde und damit der Milchröhren möglich ist. Der Milchsaft tritt aus und wird in kleinen Eimern aufgefangen. Der Schnitt erfolgt nur über die Hälfte des Baumumfanges, damit ein Lebendstreifen die Wasser- und Nährstoffversorgung sichert.
| Zusammensetzung des Latex (Milchsaft von Hevea brasiliensis) |
| ------------------------------------------------------------ |
| 60–75 % Wasser                                               |
| 25–35 % Kautschuk                                            |
| 1,5–2,5 % Harze                                              |
| 1,5–2 % Proteine                                             |
| 0,5–1 % Mineralstoffe                                        |

### Nachnutzung

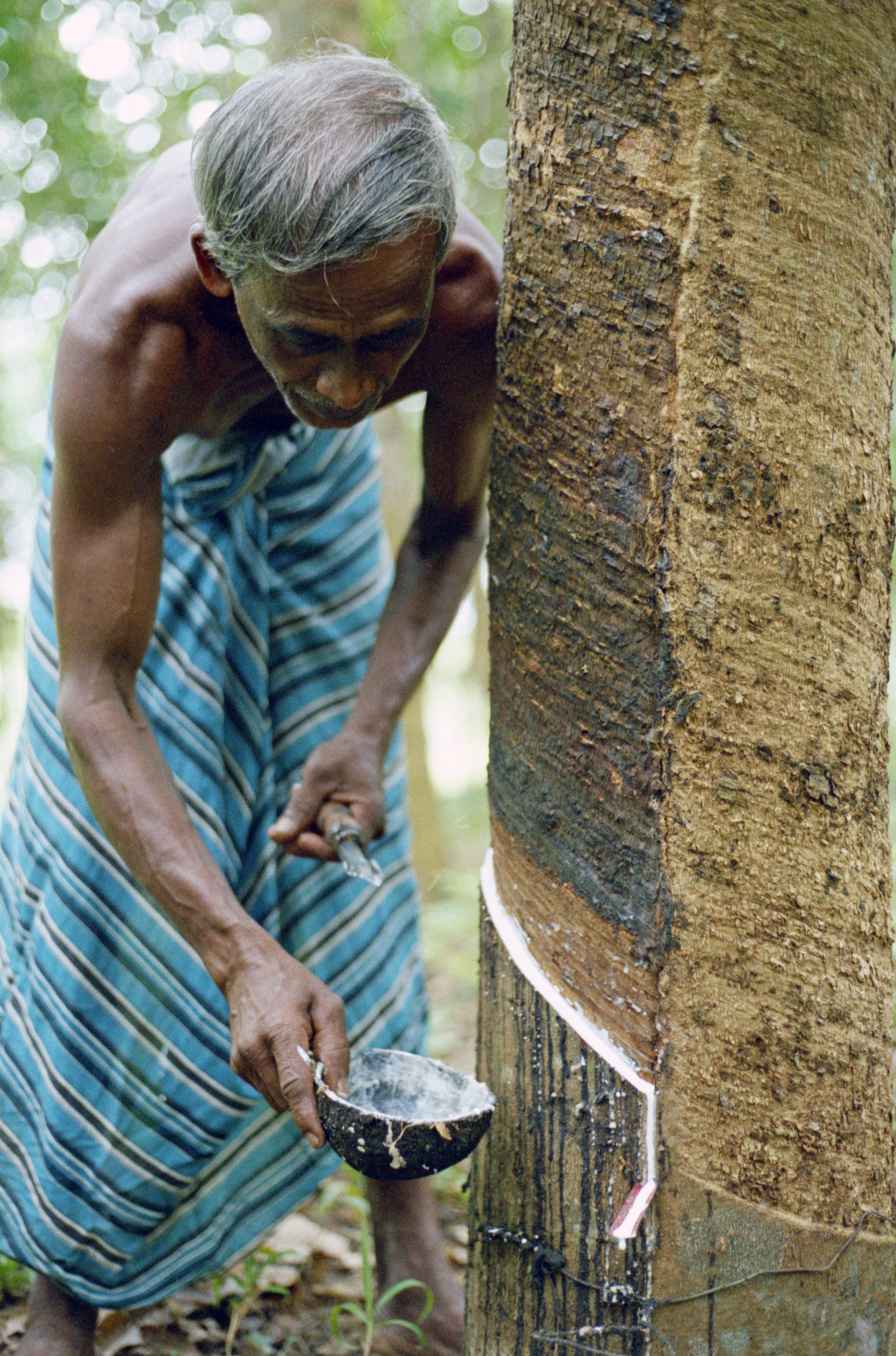
Kautschukbauer bei der Ernte in Sri Lanka

Im Alter von etwa 25 Jahren stellt der Baum die Produktion von Latex ein, so dass er in der Plantagenwirtschaft gefällt und durch neue Pflanzen ersetzt wird. Das dabei anfallende Holz, sogenanntes „Rubberwood“, ca. 50 Mio. m3 pro Jahr, liegt mit seinem hellen, warmen Farbton im Trend und wird dank seiner hohen Härte, ca. 6,2 nach der Brinell-Härteprüfung, und damit deutlich härter als zum Beispiel Buche, ca. 4,1; Ahorn ca. 4,7 oder Eiche ca. 4,3; und seiner Unempfindlichkeit gegen Feuchtigkeitsschwankungen mehr und mehr auch für den Möbelbau eingesetzt. Die in Monokultur angebauten Pflanzen machen in manchen Ländern, wie zum Beispiel Malaysia, schon einen Großteil des Möbelholzes aus. Auch in Europa wird es vermehrt für den Innenausbau eingesetzt.
Das Holz wird auch zu Spielzeug verarbeitet und findet außerdem im Musikinstrumentenbau Verwendung.

### Öl
Aus den Samen des Kautschukbaums kann ein hellgelbes Öl gewonnen werden, das zur Produktion von Biodiesel verwendet wird. Die Samen enthalten 40 bis 50 % ihres Gewichts als Öl. Das Öl besteht zu rund 40 % aus Linolsäure, zu rund 25 % aus Ölsäure, zu rund 16 % aus Linolensäure, zu 10 % aus Palmitinsäure und zu 9 % aus Stearinsäure.